# Rhopalozetes madecassus
Rhopalozetes madecassus är en kvalsterart som beskrevs av Sandór Mahunka 1993. Rhopalozetes madecassus ingår i släktet Rhopalozetes och familjen Microzetidae. Inga underarter finns listade i Catalogue of Life.